# یواس‌ان‌اس بارتلت (تی-ای‌جی‌اوآر-۱۳)
یواس‌ان‌اس بارتلت (تی-ای‌جی‌اوآر-۱۳) (به انگلیسی: USNS Bartlett (T-AGOR-13)) یک کشتی بود که طول آن 245' بود. این کشتی در سال ۱۹۶۶ ساخته شد.